# Pools curlingteam (gemengddubbel)
Het Poolse curlingteam vertegenwoordigt Polen in internationale curlingwedstrijden.

## Geschiedenis
Polen debuteerde op het wereldkampioenschap curling voor gemengddubbele landenteams van 2008 in het Finse Vierumäki. Het team won twee van de zeven wedstrijden en werd daarmee  achttiende van de 24 landen. Het beste resultaat behaalde Polen in 2009, een achtste plaats. Agnieszka Ogrodniczek en Damian Herman werden gedeeld tweede in hun groep. De tiebreak tegen Tsjechië werd verloren, zodat het land de play-offs miste.
Polen nam nog niet deel aan het gemengddubbel op de Olympische Winterspelen.

## Polen op het wereldkampioenschap
| Jaar | Plaats        | Team                                     | WG            | W             | V             | PV            | PT            |
| ---- | ------------- | ---------------------------------------- | ------------- | ------------- | ------------- | ------------- | ------------- |
| 2008 | 18            | Damian Herman & Agnieszka Ogrodniczek    | 7             | 2             | 5             | 43            | 55            |
| 2009 | 8             | Damian Herman & Agnieszka Ogrodniczek    | 9             | 6             | 3             | 57            | 53            |
| 2010 | Geen deelname | Geen deelname                            | Geen deelname | Geen deelname | Geen deelname | Geen deelname | Geen deelname |
| 2011 | Geen deelname | Geen deelname                            | Geen deelname | Geen deelname | Geen deelname | Geen deelname | Geen deelname |
| 2012 | Geen deelname | Geen deelname                            | Geen deelname | Geen deelname | Geen deelname | Geen deelname | Geen deelname |
| 2013 | Geen deelname | Geen deelname                            | Geen deelname | Geen deelname | Geen deelname | Geen deelname | Geen deelname |
| 2014 | 16            | Łukasz Piworowicz & Adela Walczak        | 7             | 4             | 3             | 33            | 45            |
| 2015 | 24            | Szymon Molski & Karolina Florek          | 9             | 2             | 7             | 37            | 69            |
| 2016 | 19            | Michal Janowski & Aneta Lipińska         | 7             | 3             | 4             | 44            | 38            |
| 2017 | 31            | Damian Herman & Karolina Florek          | 7             | 2             | 5             | 34            | 64            |
| 2018 | 32            | Aleksander Grzelka & Katarzyna Staszczak | 7             | 1             | 6             | 32            | 61            |
| 2019 | 21            | Bartosz Dzikowski & Zuzanna Rybicka      | 7             | 4             | 3             | 47            | 42            |
| 2021 | Geen deelname | Geen deelname                            | Geen deelname | Geen deelname | Geen deelname | Geen deelname | Geen deelname |
| 2022 | Geen deelname | Geen deelname                            | Geen deelname | Geen deelname | Geen deelname | Geen deelname | Geen deelname |
| 2023 | Geen deelname | Geen deelname                            | Geen deelname | Geen deelname | Geen deelname | Geen deelname | Geen deelname |
| 2024 | Geen deelname | Geen deelname                            | Geen deelname | Geen deelname | Geen deelname | Geen deelname | Geen deelname |
| 2025 | Geen deelname | Geen deelname                            | Geen deelname | Geen deelname | Geen deelname | Geen deelname | Geen deelname |

Australië · België · Brazilië · Bulgarije · Canada · China · Chinees Taipei · Denemarken · Duitsland · Engeland · Estland · Filipijnen · Finland · Frankrijk · Griekenland · Groot-Brittannië · Guyana · Hongarije · Hongkong · Ierland · India · Israël · Italië · Jamaica · Japan · Kazachstan · Kirgizië · Koeweit · Kosovo · Kroatië · Letland · Litouwen · Luxemburg · Mexico · Mongolië · Nederland · Nieuw-Zeeland · Nigeria · Noorwegen · Oekraïne · Oostenrijk · Polen · Portugal · Puerto Rico · Qatar · Roemenië · Rusland · Saoedi-Arabië · Schotland · Servië · Slovenië · Slowakije · Spanje · Thailand · Tsjechië · Turkije · Verenigde Staten · Wales · Wit-Rusland · Zuid-Korea · Zweden · Zwitserland